# Сборная Таиланда по футболу
Сбо́рная Таила́нда по футбо́лу — команда, представляющая Таиланд в международных встречах и турнирах по футболу. Управляющим органом выступает Футбольная ассоциация Таиланда, член ФИФА с 1925 года. Наивысшим достижением сборной является выигрыш шести чемпионатов Юго-Восточной Азии по футболу.

## Выступления на международных турнирах

### Чемпионат мира
- С 1974 по 2026 — не смогла выйти в финальную стадию

### Олимпийские игры
- 1956 — 1-й раунд
- 1960 — не прошла квалификацию
- 1964 — не прошла квалификацию
- 1968 — 1-й раунд
- 1972 по 1988 — не прошла квалификацию
- 1992 по 2016 — не участвовала

### Кубок Азии
- 1968 — не прошла квалификацию
- 1972 — 3-е место
- 1976 — групповой этап
- 1980 по 1988 — не прошла квалификацию
- 1992 — групповой этап
- 1996 — групповой этап
- 2000 — групповой этап
- 2004 — групповой этап
- 2007 — групповой этап
- 2011 — не прошла квалификацию
- 2015 — не прошла квалификацию
- 2019 — 1/8 финала
- 2023 — 1/8 финала

### Чемпионат АСЕАН
- 1996 — Чемпион
- 1998 — 4-е место
- 2000 — Чемпион
- 2002 — Чемпион
- 2004 — групповой этап
- 2007 — Финалист
- 2008 — Финалист
- 2010 — групповой этап
- 2012 — Финалист
- 2014 — Чемпион
- 2016 — Чемпион
- 2018 — 3-е место
- 2021 — Чемпион
- 2023 — Чемпион

## Форма

### Домашняя
| 2002 | 2003–04 | 2004–05 |  | 2006–07 | 2007 | Кубок Азии 2007 |  | 2007–08 | 2008–10 | 2010–12 |  | 2010 (против Малайзии) | 2012–14 | 2014–16 | 2016 | 2017–н. в. |

### Гостевая
| 2002 | 2003–04 | 2004–05 | 2006–07 | Кубок Азии 2007 | 2008–10 | 2010–12 | 2010 (против Индонезии) | 2012–14 | 2014–16 | 2016 | 2017–н. в. |

### Третья
| 2006–07 | Кубок Короля 2016 |